# Metanogen
Metanogeni su mikroorganizmi koji proizvode metan kao metabolički nusproizvod u beskiseoničnim uslovima. Oni su prokarioti i stoga pripadaju kraljevstvu Monera, i svi su iz domena arheja. Oni su zastupljeni u močvarama, gde su odgovorni za močvarni gas, i u digestivnom traktu životinja kao što su ruminatori i ljudi, gde su odgovorni za metanski sadržaj podrigivanja kod ruminatora i flatulenciju kod ljudi. U morskim sedimentima biološki proizvedeni metan, što se naziva metanogenezom, je generalno ograničen na lokacije gde su sulfati iscrpljeni, ispod gornjih slojeva. Metanogene arhejske populacije igraju nezamenjivu ulogu u anaerobnim tretmanima otpadnih voda. Drugi pripadnici su ekstremofili, koji uspevaju u okruženjima kao što su termalni izvori i podmorski hidrotermalni izvorii, kao i u „čvrstim” stenama u Zemljinoj kori, kilometerima ispod površine.

## Fizički opis
Metanogeni su kokoidni (sferičnog oblika) ili bacili (štapićasti). Postoji više od 50 opisanih vrsta metanogena, koji ne formiraju monopiletičku grupu, mada svi metanogeni propadaju kraljevstvu Archaea. Oni su uglavnom anaerobni organizmi koji ne mogu da funkcionišu pod aerobnim uslovima. Nedavno je jedna vrsta (Candidatus Methanothrix paradoxum) identifikovana koja funkcioniše pod aerobnim uslovima. Oni su veoma senzitivni na prisustvo kiseonika, čak i u tragovima. Obično, oni ne mogu da podnesu kiseonični stres tokom dužeg vremenskog perioda. Međutim, Methanosarcina barkeri je izuzetak, jer poseduje enzim superoksidnu dismutazu (SOD), i stoga može da opstane duže od drugih vrsta u prisustvu O2. Neki metanogeni, zvani hidrogenotrofi, koriste ugljen-dioksid kao izvor ugljenika, i vodonik kao redukujući agens.
Redukcija ugljen-dioksida u metan u prisustvu vodonika se može izraziti sledećom jednačinom:
Deo  reaguje sa vodonikom i nastaje metan, koji stvara elektrohemijski gradijent kroz ćelijsku membranu, što se koristi za generisanje ATP molekula putem hemiosmoze. U kontrastu s tim, biljke i alge koriste vodu kao svoj redukujući agens.
Metanogenima nedostaje peptidoglikan, polimer koji je prisutan u ćelijskim zidovima bakterija, ali ga nema kod arhaja. Neki metanogeni imaju ćelijski zid koji se sastoji od pseudopeptidoglikana. Drugi metanogeni nemaju, ali imaju bar jedan parakristalni niz (S-slog) sačinjen od proteina koji se spajaju kao slagalica.

## Literatura
- Boone, David R. (2015). Bergey's Manual of Systematics of Archaea and Bacteria (на језику: енглески). John Wiley & Sons, Ltd. ISBN 9781118960608. doi:10.1002/9781118960608.gbm00495/full.